# Infinity Engine
Infinity Engine est un moteur de jeu vidéo permettant la création de jeux de rôle en perspective isométrique. Il a été développé par l'équipe de BioWare Corp (en tant que Battleground Infinity) et est rapidement devenu la base même de la série des Baldur's Gate. BioWare l'a utilisé à nouveau dans les divers dérivés de la série.
L'Infinity Engine mêle le jeu en temps réel à des combats en pseudo-temps réel. Ce moteur de jeu emprunte la perspective isométrique à la troisième personne mélangé à un rendu graphique en 2D et permet de gérer six personnages dans un même groupe d'aventuriers. Il est le successeur spirituel du moteur Gold Box et est la base de cinq jeux de rôle sur PC utilisant la licence Donjons et Dragons (ainsi que leurs extensions respectives). Plus tard, il a été remplacé par l'Aurora Engine (toujours créé par BioWare).
Les jeux suivants utilisent le moteur de jeu Infinity Engine :
- Baldur's Gate (1998)
- Baldur's Gate: Tales of the Sword Coast (1999)
- Baldur's Gate II: Shadows of Amn (2000)
- Baldur's Gate II: Throne of Bhaal (2001)
- Planescape: Torment (2000)
- Icewind Dale (2000)
- Icewind Dale: Heart of Winter (2001)
- Icewind Dale: Heart of Winter - Trials of the Luremaster (2001)
- Icewind Dale II (2002)

Une implémentation libre du moteur de jeu est en cours de développement. Elle porte le nom de GemRB et fonctionne sur différentes plates-formes, dont Linux[réf. nécessaire].